# Maagsapresistentie
Maagsapresistentie  is een techniek die veel gebruikt wordt in de farmacie. Door een farmaceutische vorm (tablet, capsule) te bedekken met een laagje dat maagsapresistent is, is deze vorm beschermd tegen de invloed van maagzuur.
Omdat de pH van de darm veel hoger is (7-9) dan in de maag (3), lost het laagje daar wel op. Dit betekent dat het geneesmiddel in de darm beschikbaar wordt en niet in de maag.
Hiermee wordt de maag beschermd en worden vaak bijwerkingen voorkomen.